# Хохлачов Олександр Ігорович
Олександр Ігорович Хохлачов (рос. Александр Игоревич Хохлачёв; 9 вересня 1993, м. Москва, Росія) — російський хокеїст, центральний нападник. Виступає за «Бостон Брюїнс» у Національній хокейній лізі (НХЛ). 
Вихованець хокейної школи «Спартак» (Москва). Виступав за МХК «Спартак», «Віндзор Спітфаєрс» (ОХЛ), «Спартак» (Москва), «Провіденс Брюїнс» (АХЛ), «Бостон Брюїнс». 
В чемпіонатах НХЛ — 4 матчі (0+0), у турнірах Кубка Стенлі — 0 матчів (0+0).
У складі молодіжної збірної Росії учасник чемпіонатів світу 2012 і 2013.
Досягнення
- Срібний призер молодіжного чемпіонату світу (2012), бронзовий призер (2013)